# Station Nieuwerkerk
Nieuwerkerk (Nwk) is een voormalig spoorwegstation van de lijn Utrecht - Rotterdam tussen de huidige stations Gouda en Nieuwerkerk a/d IJssel. Het station van Nieuwerkerk was open voor reizigers van 30 juli 1855 tot 15 mei 1935, daarna was het nog in gebruik voor goederenvervoer. In 1953 werd het nieuwe spoortracé tussen Gouda en Rotterdam geopend; van het oude spoor bleef een korte aftakking in gebruik om het emplacement van Nieuwerkerk bereikbaar te houden, dit bleef nog in gebruik tot 1970.
Het eerste, houten stationsgebouw van Nieuwerkerk was tijdens de aanleg van de spoorlijn al als directiekeet in gebruik geweest. Nagenoeg gelijke gebouwen stonden in Woerden, Oudewater, en Capelle aan den IJssel.
In 1908 kwam er een nieuw stationsgebouw, dat nog steeds bestaat, al is de spoorlijn inmiddels verlegd. In het stationsgebouw is nu een restaurant gevestigd. De naam van dit restaurant verwijst naar de opgeheven spoorlijn. Aan het gebouw is tot op heden de stationsnaam in steen te zien.